# Полховський Майдан
Полховський Майдан (рос. Полховский Майдан) — село в Росії, адміністративний центр Полховсько-Майданської сільради Вознесенського району Нижегородської області.

## Географія
Село розташоване за 10 км на північний захід від райцентру Вознесенського. 

## Історія
У 1667 році, після придушення повстання Степана Разіна, село було засноване донськими козаки, які вислані були з Дону за участь в повстанні. 
У XIX ст. село належало до Теньгушевської волості Темниковського повіту Тамбовської губернії.
У селі зародився та отримав розвиток промисел розпису по дереву аніліновими фарбами, котрий отримав назву полхов-майданський. Токарні вироби сільських майстрів: матрьошки, великодні яйця, сільнички, кубки, розписані місцевим розписом є відомими у цілому світі.

## Населення
| 1883  | 1980   | 1994   | 2014   | 2017   |
| ----- | ------ | ------ | ------ | ------ |
| → 718 | ↗ 2135 | ↘ 1674 | ↘ 1536 | ↘ 1531 |

## Пам'ятки
Церква Різдва Христового, збудована у 1844 році — пам'ятка містобудування та архітектури. Документ про прийняття під держохорону № 471.